# Parafia św. Matki Teresy z Kalkuty w Kobyłce-Turowie
Parafia pod wezwaniem Świętej Matki Teresy z Kalkuty w Kobyłce-Turowie – parafia rzymskokatolicka należąca do dekanatu kobyłkowskiego, diecezji warszawsko-praskiej, metropolii warszawskiej Kościoła katolickiego. Erygowana 1 października 2004 roku. Obejmuje południowo-zachodnią część miasta – Osiedle Turów i Kobylak. Kaplica parafialna została poświęcona 14 grudnia 2003 roku. Przy ołtarzu w kaplicy uwagę zwraca krzyż z charakterystycznym dla kaplic Zakonu Misjonarek Miłości napisem „Pragnę”. Mieści się przy ulicy Nadarzyńskiej.

## Proboszczowie
- ks. Jacek Dębski (2004-2020)[1]
- ks. Paweł Sołowiej (2020-nadal)[2]